# Sonoridad (fonética)
La sonoridad es una propiedad articulatoria y acústica de los sonidos determinada por la vibración de los pliegues vocales. Según la Nueva gramática de la lengua española: "Durante la articulación de los sonidos sonoros, los pliegues vocales vibran, mientras que no lo hacen en la realización de los sonidos sordos". Esta propiedad, inicialmente articulatoria, produce una serie de efectos acústicos y perceptivos como son la aparición de una banda de frecuencias bajas en el espectrograma y la adición de un murmullo glotal al sonido en cuestión provocado por el citado movimiento de los pliegues vocales. Desde el punto de vista fonético y fonológico, esta propiedad es un rasgo contrastivo de los sonidos del habla humana que es uno de los 2 modos de fonación básicos, el modo sonoro, que se opone al modo sordo, sin vibración de los pliegues vocales.

## La sonoridad como proceso fisiológico

Animación de un corte sagital de los pliegues vocales en acción.

La sonoridad está íntimamente relacionada con la fonación y con la producción del sonido. Para fonar, necesitamos flujo de aire continuo, lo que conseguimos mediante la inspiración y posterior espiración de aire en los pulmones. Para que ese flujo de aire espirado se convierta en un sonido consistente sin necesitar ningún mecanismo posterior, es necesaria la acción de los pliegues vocales. Es un proceso mecánico del aparato respiratorio: en el momento en el que va a iniciarse la fonación, los pliegues vocales se juntan e impiden que el aire pase a través de la glotis, por lo que la presión del aire subglotal comienza a aumentar de forma considerable. Cuando esa presión vence la resistencia que los pliegues vocales están oponiendo, estos se separan bruscamente dejando pasar una gran corriente de ese aire, que, a su paso, genera un efecto de succión (efecto Bernoulli). Esta succión cierra inmediatamente los pliegues reiniciando el ciclo de resistencia. Este proceso se repite periódicamente y es el que modula el aire para producir la onda sonora.
El efecto Bernoulli es involuntario. La succión de cierre y la abertura por el vencimiento de resistencia se producen por fuerzas físicas. Lo que sí es voluntario en la fonación es el primer cierre de músculos.

## La fonología de la sonoridad
En el campo de la fonología, la sonoridad opone los fonemas y alófonos que se comportan como sordos de los que se comportan como sonoros. Aunque en el habla humana existen sonidos tanto sordos (sin vibración de los pliegues vocales) como sonoros para cualquier punto de articulación y para cualquier modo de articulación, hay ciertos tipos de sonidos que en la práctica son casi siempre sonoros, son los sonorantes. Es especialmente rara la falta de sonoridad en el caso de las vocales, no obstante son relativamente comunes las lenguas con vocales sordas como alófonos, es decir, sin que la falta de sonoridad afecte al significado, y existen también, aunque son muy pocas, lenguas en que algunas vocales sordas contrastan con otras sonoras como fonemas distintos, es decir, que distinguen palabras de distinto significado, y por tanto la sonoridad de las vocales en estas lenguas es información lingüísticamente distintiva.
Por otro lado, hay oposiciones fonémicas entre distintos modos de fonación (p. ej. modal, soplada y crepitante), que también tienen que ver con la acción de la laringe y las cuerdas vocales.

## Claves fonéticas de la sonoridad

### Claves articulatorias
La sonoridad, como proceso articulatorio, está marcada por la acción de los pliegues vocales, que modulan el flujo de aire espirado desde los pulmones. Una de las formas más sencillas de apreciarlo es a través de una resonancia magnética dinámica. Si comparamos las resonancias de un sonido sordo y de uno sonoro, observaremos cómo, en el último, a la altura de la nuez hay una obstrucción en la zona de la tráquea. Se trata de los cartílagos aritenoides aproximando los pliegues vocales.
Aparte de esta clave fundamental, tenemos otra que podemos considerar indirecta. Por lo general, en español, los sonidos sonoros son también laxos y, por lo tanto, los sordos son tensos. Esto provoca que las claves de la tensión también sean relevantes a la hora de evaluar la sonoridad de un sonido. Los sonidos tensos (y, por lo tanto, también los sordos) tienen una presión intraoral más elevada, por provocar mayor proporción de salida de aire. Esta mayor espiración de aire viene acompañada de una mayor fuerza en la musculatura del aparto articulatorio. En el caso de los sonidos labiales, se registra una mayor fuerza muscular en los labios; en los sonidos linguales, la mayor tensión lingual se refleja además en un mayor tiempo de contacto con el punto de articulación pasivo correspondiente frente a los sonidos laxos (y, por lo tanto, sonoros).
Es importante aclarar que, aunque en español, la sonoridad sea correlativa con la tensión articulatoria; en otras lenguas, los sonidos sordos pueden ser laxos (no tensos), rompiendo así la correspondencia entre ambos parámetros fonéticos. En estos casos, los sonidos tensos se manifiestan como consonantes sordas aspiradas.

### Claves acústicas

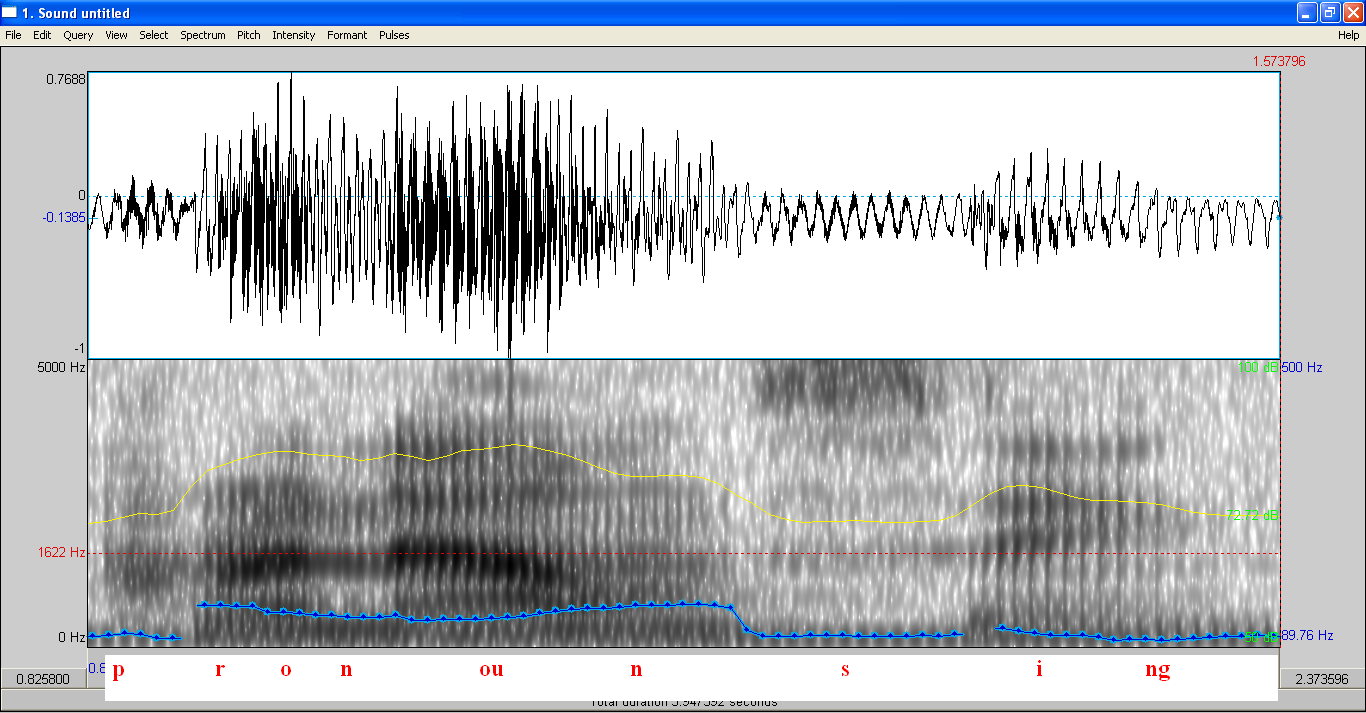
Oscilograma (arriba) y espectrograma (abajo). La primera barra oscura horizontal, señalada con una línea azul, es la barra de sonoridad.

Desde los inicios de los estudios fónicos, se percibió una diferencia clara en los sonidos sonoros: “El espectrograma de las consonantes sonoras incluye formantes que son debidos a la fuente armónica. La manifestación más llamativa de la ‘sonoridad’ es la aparición de un fuerte componente grave que está representado por la barra de sonoridad a lo largo de la línea de base del espectrograma”. En esta barra de sonoridad, además, encontramos unas estrías constantes en el eje temporal: el rastro de la abertura y cierre de los pliegues vocales. Las estrías más oscuras corresponden a la fase de cierre glotal, que es el momento en que se inyecta más energía en el tracto vocal; los huecos entre las estrías, la abertura.
Existe una relación directa en español entre la sonoridad y la tensión de los sonidos. Esto nos proporciona, de nuevo, otra clave acústica para reconocer sonidos sonoros. Las realizaciones de fonemas tensos (y, por tanto, sordos) manifiestan una duración más larga y mayor energía que los fonemas laxos (y, por tanto, sonoros). Como comenta Gil Fernández en Los sonidos del lenguaje, evaluar la tensión de un sonido en un espectrograma es una labor imposible, ya que aún se desconocen más claves acústicas que la mera duración del sonido en cuestión. Sin embargo, la duración y la presencia de la barra de sonoridad son las dos pistas infalibles para detectar la presencia de fonación en un sonido.
Existe otro indicador, algo menos intuitivo, de la sonoridad. Se trata del voice onset time (VOT) o tiempo de inicio de la sonoridad, un índice de medición del intervalo comprendido entre el inicio de la barra de explosión y el inicio de la sonoridad (los formantes del segmento sonoro siguiente, en el caso de que los hubiere). Como se desprende de la definición aportada por la RAE y la ASALE, se trata de un indicador que solo podremos aplicar en las oclusivas, ya que estás son las únicas que provocan una barra de explosión en el espectrograma. Dado que el VOT mide la distancia entre la barra de explosión de la oclusiva y el comienzo de la sonoridad del sonido que la sigue, cuando el valor de VOT sea negativo, estaremos sin duda ante una consonante sonora, porque la sonoridad precede a la barra de explosión (en forma de barra sonoridad perpendicular a la barra de explosión). Siempre que el valor del VOT sea mayor que 0, estaremos ante un sonido sordo. Abramson y Whalen reconocen que se puede aplicar también a fricativas o africadas, tomando la distensión como el fin del ruido (en lugar de la barra de explosión).
Aparte de las claves acústicas señaladas hasta aquí, que son las más representativas, existen otras menos evidentes, pero también muy destacadas:
- menor intensidad y menor duración de la barra de explosión de las oclusivas
- menor duración de la fase de ruido de las fricativas y las africadas
- mayor duración de la vocal precedente
- mayor lentitud en las transiciones a la vocal siguiente
- mayor intensidad de las vocales precedente y siguiente

### Claves perceptivas
En el campo de la percepción fónica, la sonoridad, por sí misma, proporciona como única clave notoria un leve murmullo de fondo que suena de forma paralela a las características articulatorias de la consonante en cuestión (Teoría de la fuente y el filtro). Ese murmullo es el resultado de la presencia de fonación, modulación del aire en la laringe.
Siguiendo la línea de las relaciones entre tensión y sonoridad, otra clave en el nivel de la percepción es la duración de los sonidos, que, si bien no nos resulta evidente y no podemos dar cuenta voluntariamente de las diferencias explícitas de duración entre sonidos sordos y sonoros, en trabajos experimentales se ha comprobado como pista realmente efectiva para la identificación de palabras que se diferencian únicamente por una consonante sorda en un caso y sonora en otro.
En estos experimentos, se hacía escuchar estímulos manipulados a los informantes. Palabras que únicamente se distinguen por la sonoridad de una consonante (p. ej.: capa y cava). Los estímulos se grababan previamente y se manipulaba su duración para comprobar hasta qué punto es relevante para identificar la palabra. Todos los experimentos fueron exitosos, probando que, si se acortaba la duración de la p de capa, los informantes escuchaban de forma natural cava.

## La sonoridad en una lengua
Para la mayoría de las lenguas del mundo, el rasgo de sonoridad solo es operativo para las consonantes (no para las vocales). No obstante, aun con poca frecuencia, existen lenguas como el japonés con vocales sordas. Dicho esto, cada lengua activa la distinción de sonoridad en las consonantes de forma diferente.
El Alfabeto Fonético Internacional (AFI) es un sistema de transcripción fonético-fonológica de lenguas universal y constituye una buena forma de observar los diferentes sonidos sordos y sonoros de las lenguas del mundo. En el AFI, observamos que los fonemas se presentan por casillas de pares. El símbolo de la derecha, en estos casos, corresponde al sonoro; el de la izquierda, a su correlato sordo. En los casos en los que solo hay un símbolo en la casilla, lo que sucede es que no se registra ninguna lengua en la que el rasgo de sonoridad sea operativo en esos punto y modo de articulación concretos, al menos a nivel fonémico. En cuanto a las variaciones alofónicas, existen sendos diacríticos para marcar la sonorización de un segmento inherentemente sordo o el ensordecimiento de uno sonoro. El primer símbolo consiste en una v suscrita. El segundo, en un círculo suscrito aunque, cuando el símbolo principal tiene un trazo hacia abajo, el círculo se puede poner encima para asegurar la legibilidad.  

### El rasgo sonoro en español. Perspectiva clásica
En la tradición fonológica del español, el rasgo sonoro era de gran importancia. En cualquier tratado de fonética y fonología del siglo XX que consultemos, encontraremos este rasgo, sin ir más lejos, como vertebrador de una serie de consonantes fundamentales, como son las obstruyentes. Así lo comprobamos en los clásicos, cuyos manuales siempre proponen una clasificación de las consonantes similar a la que se reproduce a continuación:
| Oclusivas  | Sordas    | p, t, k    |
| Oclusivas  | Sonoras   | b, d, ɡ    |
| Fricativas | Sordas    | f, s, θ, x |
| Fricativas | sonoras   | β, ð, ɣ, ʝ |
| Nasales    | Nasales   | m, n, ɲ    |
| Laterales  | Laterales | l, ʎ       |
| Vibrantes  | Vibrantes | ɾ, r       |

Esta clasificación tradicional ha sido desmentida en los últimos veinte años en varios aspectos. En primer lugar, cabe destacar, tras los estudios de Eugenio Martínez Celdrán, que los sonidos que en la tradición española se consideraban fricativos sonoros, no son realmente fricativos, puesto que no tienen ninguna característica articulatoria o acústica que permita incluirlos en esta clase.
Por otro lado, el mismo investigador, tras sus estudios sobre la articulación y la tensión, ha demostrado científicamente que el rasgo determinante a la hora de distinguir las oposiciones de obstruyentes labiales, alveolares y velares (i.e. capa/cava, dato/dado, toca/toga) no es la sonoridad sino la tensión. En 1985, puso a prueba a sus informantes con estímulos sonoros manipulados. Tomó pares mínimos como los mencionados hace un momento y, en primer lugar, borró de ellos cualquier rastro acústico de la sonoridad (i.e. la barra de sonoridad y la barra de explosión para borrar el VOT). Hecho esto, realizó la encuesta, que arrojó resultados muy interesantes: más de la mitad de los informantes eran capaces de reconocer perfectamente cada palabra del par mínimo aun sin rastro de la sonoridad. Evidentemente, si los hablantes son capaces de reconocer perfectamente los sonidos en ausencia de la sonoridad, debemos concluir que este rasgo no es relevante en la fonología de la lengua.

### La tensión. Nuevas perspectivas sobre la sonoridad
Los interesantes hallazgos de Eugenio Martínez Celdrán sobre la sonoridad lo pusieron en la busca del rasgo relevante para la distinción de las obstruyentes en castellano. Una pista para llegar al verdadero rasgo distintivo fue la correlación que ya se ha mencionado en varias ocasiones entra la sonoridad y la tensión. Tras un estudio exhaustivo de sus relaciones, se encontró una correspondencia entre la duración de los sonidos y su estatuto fonológico.
En otro experimento posterior, aparte de eliminar las claves de la sonoridad, manipuló también la duración de los sonidos. Finalmente obtuvo los resultados esperados: los sonidos obstruyentes no fricativos del español se oponen por su tensión (cuyo correlato acústico es la duración). Los sonidos más breves se perciben como aproximantes, mientras que los más largos se perciben como oclusivas.

### Sonidos del español según su sonoridad
|            | Bilabial | Labiodental | Interdental | Dentoalveolar | Alveolar | Alveolopalatal | Velar | Glotal |
| Oclusivas  | p        |             |             | t             |          | ʧ              | k     |        |
| Fricativas |          | f           | θ           |               | s        |                | x     | h      |

|              | Bilabial | Interdental | Dentoalveolar | Alveolar | Palatal | Velar |
| Oclusivas    | b        |             | d             |          |         | ɡ     |
| Fricativas   |          |             |               |          |         |       |
| Aproximantes | β̞        | ð̞           |               |          | ʝ̞       | ɣ̞     |
| Nasales      | m        |             |               | n        | ɲ       |       |
| Laterales    |          |             |               | l        | ʎ       |       |
| Róticas      |          |             |               | r        |         |       |